# Улаштування Середзем'я
Улаштування Середзем'я (англ. The Shaping of Middle-earth) - четвертий том 12-томної «Історії Середзем'я» Крістофера Толкіна , в якій він аналізує невидані рукописи свого батька, Дж. Р. Р. Толкіна.
У ньому описується поступовий перехід «примітивних» легенд «Книги втрачених сказань» до того, що згодом стало «Сильмариліоном».  Також книга містить текст, який можна розглядати як перший «Сильмарилліон» - «Начерки міфології» (англ. The Sketch of Mythology).
Трьома іншими дуже цікавими частинами є: «Амбарканта», або «Прояснення форми світу» (колекція карт і діаграм, описаних Толкіном), а також «Аннали Валінора і Белеріанда» - хронологічні роботи, які починалися як часові шкали, але поступово перетворилися в повноцінну розповідь.

## Зміст книги
Зміст книги:
1. Фрагменти прози, наступні за «Незакінчені сказання» - короткі, неповні тексти, які продовжують розповідь «Книги втрачених сказань»
2. Найраніший «Сильмариліон», або «Начерки міфології», є основою для «Сильмариліону» як такого
3. «Квента» - більш розгорнутий варіант «Начерки», перше повне оповідання після «Сказання»
4. Перша карта «Сильмариліону» - репродукція першої карти Белеріанду
5. «Амбарканта» - космологічні есе, карти і діаграми
6. Найбільш ранні «Аннали Валінора»
7. Найбільш ранні «Аннали Белеріанду»

## Значення написів на першій сторінці
На першій сторінці кожного тому "Історії Середзем'я" можна бачити напис рунами Феанора ( Тенгвар - алфавіт , придуманий Толкином запровадженню Високими ельфів), написану Крістофером Толкіном і коротко пояснює зміст книги.
В «Улаштуванні Середзем'я» напис свідчить:
Тут наведені Квента Нолдорінва; Історія гномів; Амбраканта або "Пояснення форм світу" написана Румілом; Аннали Валінора і Аннали Белеріанду, написані Пенголодом, мудрецем Гондоліна, з картами світу в Стародавні Дні у перекладі з Ельфвіном Мореплавцем з Англії мовою його країни.